# Tisserin à tête jaune
Ploceus melanogaster
Espèce
Statut de conservation UICN

 LC  : Préoccupation mineure
Le Tisserin à tête jaune (Ploceus melanogaster) est une espèce de passereaux de la famille des Ploceidae.

## Répartition
Son aire dissoute s'étend à travers plusieurs régions élevées : Grassland (Cameroun), Bioko, les forêts d'altitude du rift Albertin, les monts Imatong, Kenya et Ouganda.